# Fania Lewando
Fania Lewando, née Fiszelewicz (yiddish : Fanny Levanda, hébreu : פאנני לעוואנדא) en 1888 à Włocławek, Empire russe, maintenant en Pologne, et morte vers 1941, était cuisinière à Vilnius et auteur du premier livre de cuisine végétarienne yiddish en Europe.

## Le livre
- וועגעטאריש דיעטישער קאכבוך : 400 שפייזן געמאכט אויסשליסלעך פון גרינסן Ṿegeṭarish-dieṭisher kokhbukh: 400 shpayzn gemakht oysshlishlekh fun grinsn (allemand: Vegetarisch-diätisches Rezeptbuch: 400 Gerichte, ausschließlich aus Gemüse zubereitet). Vilnius : Druk. Inż. G. Kleckina, 1938[1] (ou 1937[2])
- The Vilna Vegetarian Cookbook. Garden-Fresh Recipes Rediscovered and Adapted for Today's Kitchen, traduit par  Eve Jochnowitz, avec une préface de Joan Nathan. Schocken Books, New York City 2015,  (ISBN 978-0-8052-4327-7)